# Pep Aguareles, poètica de la imatge
Pep Aguareles, poètica de la imatge és un llargmetratge documental de 50 minuts de l'any 2021 sobre la figura del fotògraf andorrà Pep Aguareles, desaparegut el 2019.
Aquest treball va ser creat per Àlex Tena i Marta Martínez, de Mira Audiovisuals, i produït per Neus Mola, Carme Tinturé i Amics del Pep Aguareles, amb el suport de la Societat de Drets d'Autor i Drets Veïns d'Andorra (SDADV). La banda sonora original és de Lluís Casahuga.
La pel·lícula es va estrenar el 23 de gener del 2021 al Centre de Congressos del Comú d'Andorra la Vella, en el marc dels actes d'homenatge organitzats dos anys després de la seva mort. Al cap de pocs dies, el 28 de gener, es va projectar als Cinemes Illa Carlemany amb una presentació a càrrec de l'equip tècnic i un col·loqui.

## Sinopsi
Pep Aguareles, poètica de la imatge mostra la visió fotogràfica, artística i vital d'aquest autor a partir de la seva obra i les seves aficions; dels records de familiars, amics, companys i exalumnes seus, i de les col·laboracions que va fer en el programa Ara i Aquí de Ràdio Nacional d'Andorra. El documental conté fotografies inèdites d'Aguareles.